# Lynch (serie de televisión)
Lynch es una serie de televisión colombo-argentina creada por Juliana Barrera, producida por Fox Telecolombia en coproducción con Utópica Group SRL para Moviecity. Está protagonizada por Natalia Oreiro y Jorge Perugorría. Se emitió originalmente el 18 de marzo de 2012 y concluyó el 21 de noviembre de 2013. grabada en Colombia, México y Argentina.
Desde febrero de 2012 Movie City Premieres hacía spot acerca de la serie, la fecha de su estreno dio en simultáneo con el canal básico Cinecanal y algunas cableoperadoras abrieron su señal premium el fin de semana por la serie.
Antes de una semana de su término, Movie City Premieres hace un spot con Natalia Oreiro invitando a las personas a ver el último capítulo de la serie (Lynch).

## Sinopsis
A punto de ser embargado, Jerónimo Lynch, dueño de la Funeraria Lynch, acepta la oferta de Isabel Reyes: un millón de dólares a cambio de fingir su muerte. Este es el inicio de un nuevo negocio para Isabel y Jerónimo, en el que su trabajo será fingir la muerte de personas que buscan una segunda oportunidad.

## Elenco
- Jorge Perugorría como Jerónimo Lynch.
- Natalia Oreiro como Isabel Reyes alias Mariana.
- Alejandro Calva como Javier Buendía.
- Benjamín Rojas como Hacker
- Marcela Carvajal como la mayor Ángela Fernández de Triana.
- Paula Castaño como Sara.
- Jean Paul Leroux como Dr. Federico Sanz.
- Christian Meier como Emilio Triana.
- María Fernanda Yepes como Florencia Villalonga.
- Maria Helena Doering como madre de Emanuela.
- Felipe Braun como el director de la morgue.
- Francisco Melo como Gabriel Hoffman.
- Raúl Méndez como George González.
- Augusto Schuster como Abel.
- Damián Alcázar como Eduardo Zúñiga.
- Pablo Azar como El chiqui (jugador de fútbol).
- Tatán Ramírez como Leonardo Lynch.
- Salvador Zerboni como Gabriel Forlano 'El Capi'.
- Inés Efrón como Emanuela.
- Gonzalo Vivanco como Mauricio.
- Salvador Zerboni como El capi (jugador de fútbol).
- Paula Andrea Silva como Marcela (asistente al funeral).
- Estefanía Godoy -segunda temporada-
- Jorge Monterrosa como Ffrank.
- Gabriela de la Garza como Irene.
- Gustavo Corredor como Coronel Camilo Fernández.
- Luis Fernando Bohorquez como Lieutenant Ricardo Ochoa Burgos.
- Katia del Pino como Ximena.
- Juan Alfonso Baptista como Eduardo Muñoz.
- Juan Carlos Vargas como Pablo.
- Herbert King como Tobón.
- Alison García como Antonia.
- Carla Giraldo como Lissette Blandón.
- Margoth Velásquez como George González's Nanny.
- Albi De Abreu como Nelson.
- Claudia Moreno como Sandrine González.
- Nahuel Pérez Biscayart como Pedro José 'Violent.
- Jesús Ochoa como Julio Villalonga 'El Tren'.
- Silvia De Dios como Liliana Barrera.
- Ricardo Rivero como Diego
- Margálida Castro como Mama de Barrera.
- Mario Ruíz como Danilo Paz.
- Rafael Uribe como Matón.
- Don Gellver como Sammy.
- Elkin Díaz
- Rafael Bohórquez como Manuel Lynch.
- Fernando Coral como Transvestite.
- Julián Díaz como Vanegas.
- Cesar Mora
- Roberto Cano como Alberto.
- Mara Echeverry como Beatriz Fernández.
- Rafael Lahera como Pablo Calderón.
- Juan Ignacio Machado como Beto Malagón.
- Salvo Bacile como Andretti.
- Wilson Figueredo como Junior González.
- Pablo Escola como Capello.
- Beatriz Ramírez como Susana.
- Blanca Alarcón como Gabriela.
- Francisco Melo como Gabriel.
- Ilza Ponko como Maritza (escort de alto nivel).
- Ricardo Riveros como Diego.
- Vera Mercado
- Xiomara García como Magdalena Barrera.

## Temporadas
| Temporada | Temporada | Episodios | Episodios | Emisión original     | Emisión original        |
| Temporada | Temporada | Episodios | Episodios | Primera emisión      | Última emisión          |
| --------- | --------- | --------- | --------- | -------------------- | ----------------------- |
|           | 1         | 13        | 13        | 18 de marzo de 2012  | 27 de mayo de 2012      |
|           | 2         | 9         | 9         | 28 de abril de 2013  | 23 de junio de 2013     |
|           | 3         | 8         |           | 4 de octubre de 2013 | 21 de noviembre de 2013 |